# Möbiusresistor

Strömmens väg i en Möbiusresistor

Möbiusresistor är en elektrisk komponent som består av två elektriskt ledande ytor som är separerade av ett isolerande dielektriskt material. Ytorna är vridna 180° och sammanbundna som ett Möbiusband. Detta gör att man får en resistor utan självinduktans, vilket betyder att resistorn kan motverka ett strömflöde utan att ge upphov till ett störande magnetfält.
En möbiusresistor kan också fungera som ett filter genom att begränsa strömflödet för en resonansfrekvens och dess harmoniska övertoner medan övriga frekvensers strömflöde kan passera obehindrat.